# Ligne 56 du tramway de Bruxelles (1905-1968)
Pour les articles homonymes, voir Ligne 56.
Ne doit pas être confondu avec Ligne 56 du tramway de Bruxelles (1993).
La ligne 56 est une ancienne ligne de tramway du tramway de Bruxelles qui a fonctionné jusqu'au 8 janvier 1968.

## Histoire
La ligne est attestée dès 1935 entre la place de la Paix à Evere et le parc Astrid à Anderlecht (Rond-Point du Meir). Le 5 janvier 1948, elle est prolongée par une nouvelle section du parc Astrid (Rond-Point du Meir) vers le hameau de Neerpede, tous les services n'allant pas jusqu'à ce nouveau terminus (restant limités au parc), les plaques d'itinéraire utilisées par les véhicules ne changent pas et les services allant jusqu'à Neerpede sont indiqués par un panneau à l'avant droite des tramways portant la mention « Neerpede ».
Le 12 décembre 1967, la section entre Bruxelles Midi et le parc Astrid à Anderlecht (Rond-Point du Meir) est supprimée et remplacée par la nouvelle ligne 103, la section entre le parc Astrid et le hameau de Neerpede est reprise par une nouvelle ligne sous l'indice 75.
Elle est supprimée le 8 janvier 1968 lors de la quatrième phase de restructuration du réseau de tramway bruxellois, son tracé est intégralement repris par la nouvelle ligne 55,.